# Газіпаша
Газіпаша́ (тур. Gazipaşa) — місто і район в провінції Анталія (Туреччина). Межує на сході з областю Мерсін, на заході з районом Аланії. З тилу Газіпаша «підпирається» Тороськими горами, його південна частина пролягає уздовж Середземноморського узбережжя. Найближчий населений пункт — Аланія (40 км), відстань до Анталії становить 180 км. Чисельність населення близько 60 000 осіб.

## Історія
Околиці Газіпаші населені з античних часів. Цією місцевістю володіли перси, елліни, римляни, візантийці, турки-сельджуки. Зрештою місто увійшло до складу Османської імперії. В районі Газіпаші збереглися залишки де-яких античних міст. Це Антіохія Ад-Грагум, Ламус, Нефеліс, Іотапе, Юлля Себасте, а також численні залишки будівель та фортець римського і візантійських періодів, назва яких навіть невідома навіть історикам. Навколо міста також можна побачити декілька печер, відкритих для відвідування туристами.
Антіохія Ад Грагум (Antiocheia ad Cragum) розташована в 18 км на схід від Газіпаші, у селі під назвою «Південне» (Guney Koy). Ця місцевість отримала свою назву в честь Царя Комагени — Антіоха Четверого. Руїни міста розляглися на трьох пагорбах. На першому, з заходу на схід, пагорбі розташований середньовічний замок, на другому пагорбі знаходиться Колонадна вулиця, агора, римські лазні, тріумфальна арка, церква. На третьому пагорбі можна побачити міський некрополь або кладовище. Дата будівель визначена Римським та Візантійським периодами. Ймовірно, храм, що розташований на цій території, був зведений на честь Зевса Ламотеса (Zeus Lamotes).

## Сучасний стан
Газіпаша — це 50 км берегової лінії, навіть скелясті ділянки мають піщані пляжі і невеликі бухти. Пляжі поблизу міста використовують для відкладки яєць довгоголові морські черепахи. Одна з природних пам'яток — пляж Селінус, протяжність якого 2,5 км. Недалеко знаходиться популярне місце в Газіпаша — печера Кізілін, яку називають «кондиціонером природного походження»: вдень в печері прохолодно, у вечірній час гора «видихає» нагріте повітря.
На сьогодні Газіпаша — одне з небагатьох міст, у яких узбережжя не заповнене готелями повністю. Навколо міста розвинуте сільське господарство: на чисельних фермах вирощуються овочі та банани для усієї Туреччини, — тут немає жодного промислового підприємства, тому цей регіон вважається одним з найбільш екологічно чистих у всій країні. В 2011 році в Газіпаші було відкрито міжнародний аеропорт, з якого відлітають літаки до різних міст Туреччини та Європи.